# Otley (film)
Pour les articles homonymes, voir Otley.
Pour plus de détails, voir Fiche technique et Distribution.
Otley est une comédie et un thriller britannique réalisé par Dick Clement en 1968 et mettant en vedette Tom Courtenay et Romy Schneider. Il s'agit d'une adaptation par Dick Clement et Ian La Frenais du roman du même nom de Martin Waddell, sorti en 1966.
En 1970, le film a reçu l'Award de la Writers' Guild of Great Britain dans la catégorie Best British Comedy Screenplay.

## Synopsis
Gerald Otley, alias Gerry, est un jeune vagabond sympathique et charmant mais irresponsable qui vit de la vente d'antiquités dans le Londres branché des années 1960. Sa vie insouciante prend soudainement une tournure sérieuse quand il se trouve pris dans une série de meurtres liés à une affaire d'espionnage. Il est lui-même pris pour un espion, kidnappé et détenu plusieurs fois, tout en entamant une relation amoureuse avec un agent étranger travaillant pour les services secrets britanniques...

## Fiche technique
- Titre : Otley
- Réalisation : Dick Clement
- Scénario : Dick Clement et Ian La Frenais (en) d'après le roman de Martin Waddell
- Musique : Stanley Myers
- Photographie : Austin Dempster
- Montage : Richard Best
- Production : Bruce Cohn Curtis
- Société de production : Bruce Cohn Curtis Films et Open Road Films (en)
- Pays :  Royaume-Uni
- Genre : Comédie
- Durée : 92 minutes
- Dates de sortie :
  - Etats-Unis : 11 mars 1969 (New York City)
  -  Royaume-Uni : 22 mai 1969
  -  France : 4 août 1974

## Distribution
- Tom Courtenay : Gerald Arthur Otley (Gerry)
- Romy Schneider : Imogen
- Alan Badel : Sir Alec Hadrian
- James Villiers : Hendrickson
- Leonard Rossiter : Johnson
- Freddie Jones : Philip Proudfoot
- Fiona Lewis : Lin
- Phyllida Law : Jean
- Frank Middlemass : Bruce
- Geoffrey Bayldon : Inspecteur Hewitt